# Comment voyager avec un saumon
 (avril 2019).
Comment voyager avec un saumon (Il secondo diario minimo) est un recueil regroupant une série de chroniques écrites par Umberto Eco et publié en 1992 pour sa version italienne et en 1997 pour sa version française.

## Auteur
Umberto Eco est un des pionniers de la sémiotique (science des signes) et aussi un théoricien du langage ; il est également titulaire de la chaire de sémiotique de l'université de Bologne. Professeur émérite, il enseigna à Paris à l'École normale supérieure, ainsi qu'au Collège de France. Sa carrière d'écrivain se compose de sept romans, tel Le Nom de la rose, ainsi que d'essais comme À reculons comme une écrevisse.

## Résumé du Livre
Avez-vous déjà eu besoin de mettre un saumon fumé dans le mini-frigo de votre chambre d'hôtel ? Tenté d'installer un logiciel en lisant les trois volumes d'explications fournis par le fabricant ? Renoncé à prendre un médicament anodin en raison des risques terribles que sa notice fait peser sur « certains sujets » ? Entrepris de chercher du sexe sur Internet ?
Si vous répondez oui à l'une de ces questions, alors vous vous reconnaîtrez dans les pages de ce livre, qui relate, sur un mode hilarant et, hélas, vraisemblable, les aventures et mésaventures de l'homme d'aujourd'hui. En guise de bouquet final, vous découvrirez la Cacopédie : un hallucinant voyage dans le savoir scientifique moderne poussé vers la folie à force d'atomisation et de luxe théorique… 
L'universitaire spécialiste de sémiologie, le romancier érudit et puissant du Nom de la rose et de L'Île du jour d'avant livre ici un autre visage : celui, moqueur et généreux, d'un observateur de notre temps et de sa folie ordinaire.

## Contenu
Umberto Eco publie dans un premier temps ces textes dans différents journaux, comme L'Espresso, de 1986 jusqu'à aujourd'hui. Il décide de les rassembler et de publier Comment voyager avec saumon, dans une première parution de 1992, en Italie, puis en France, en 1997. Cette œuvre chargée d'humour est destinée aux lecteurs curieux adeptes de l'absurde. L'écrivain nous partage différents outils, autour de différentes questions: Les moyens pour ne pas passer des vacances futiles, comment reconnaître un film pornographique, comment se protéger des veuves et autres thèmes aussi farfelus que divers. Ce roman répond donc aux questions que nous n’aurions pas songé à nous poser, mais aussi à celles dont nous serions sûr de la réponse à donner. À travers ces amusantes anecdotes, Umberto Eco nous en apprend tant sur l'histoire, la philosophie, l’économie, la politique que sur la littérature. L’auteur démontre des faits anecdotiques et primordiaux constituant la trame d’une vie occidentale en établissant des distinctions entre les êtres humains.
Le livre se divise en quatre parties :
1. Galons et Galaxies est une nouvelle sous forme de roman épistolaire.
2. Modes d'emploi est une succession de pensées analysant la bêtise, dans la vie quotidienne comme dans la culture.
3. Fragments de la Cacopédie est, comme son nom l'indique, un échantillon d'articles de la Cacopédie, pastiche d'encyclopédie présenté par l'auteur comme un inventaire exhaustif de l'anti-savoir.
4. Alexandrie, qui est consacrée à sa ville natale[3],[4].